# جاكوب أوتو لانج
جاكوب أوتو لانج (بالنرويجية البوكمول: Jacob Otto Lange)‏ هو سياسي نرويجي، ولد في 12 نوفمبر 1833 في ستافانغر في النرويج، وتوفي في 1902 في النرويج. حزبياً، نشط في الحزب الليبرالي. وقد انتخب Minister of Auditing ‏ (15 يوليو 1892 – 2 مايو 1893) وانتخب عضو برلمان النرويج ‏.